# Terry George
Terry George, właśc. Terence Noel George (ur. 20 grudnia 1952 w Belfaście) – północnoirlandzki reżyser, scenarzysta i producent filmowy i telewizyjny. Jego twórczość związana jest ściśle z konfliktem w Irlandii Północnej. Znany ze współpracy z irlandzkim reżyserem Jimem Sheridanem (W imię ojca, 1993; Bokser, 1997).
Za swój debiut reżyserski Spirala przemocy (1996) z Helen Mirren w roli głównej zdobył Europejską Nagrodę Filmową dla odkrycia roku. Był dwukrotnie nominowany do Oscara za najlepszy scenariusz do filmów W imię ojca (1993) i Hotel Ruanda (2004). Statuetkę otrzymał za najlepszy krótkometrażowy film aktorski Nad brzegiem morza (2011).